# Bourg-en-Bresse
Bourg-en-Bresse is een stad in het oosten van Frankrijk. De stad is de prefectuur van het departement Ain. Bourg-en-Bresse telde op 1 januari 2022 42.065 inwoners. Bourg-en-Bresse is ook de belangrijkste plaats van de voormalige provincie Bresse, een streek die vooral bekend is vanwege het pluimvee (Bressekip of poulet de Bresse).

## Verkeer en vervoer
Ten noorden en ten oosten van de stad maakt de autosnelweg A40 een ruime bocht om Bourg heen. Aan de noordkant is afrit 5 en iets verderop een kruising met de A39, aan de oostkant, het dichtst bij de stad, afrit 6 en verder zuidelijk afrit 7.
In de gemeente, ten westen van de binnenstad, ligt sinds 1856 spoorwegstation Bourg-en-Bresse. Hierlangs loopt de spoorlijn, waar de tgv overheen rijdt; deze stopt er echter niet. Het is een knooppunt van verscheidene kleine en grotere spoorlijnen, vanwaar treinen naar alle nabijgelegen steden vertrekken. Het station is ook van belang voor het goederenvervoer.
Op 5 km ten oosten van de stad, in Jasseron, is een klein vliegveld, dat naar Antoine de Saint-Exupérys boek Terre des Hommes is genoemd. Het is geopend voor kleine zaken- en hobbyvliegtuigjes en helikopters. Het heeft één verharde start- en landingsbaan van 1139 m lengte, en een 735 m lange graspiste voor de zweefvliegerij.

## Geografie
Bourg ligt aan de voet van het Juragebergte. De Reyssouze, een zijrivier van de Saône, stroomt door de stad. De stad ligt 60 km ten noordoosten van Lyon en 50 km van Lons-le-Saunier. De oppervlakte van Bourg-en-Bresse bedroeg op 1 januari 2022 23,86 vierkante kilometer; de bevolkingsdichtheid was toen 1.763 inwoners per km². 
De onderstaande kaart toont de ligging van Bourg-en-Bresse met de belangrijkste infrastructuur en aangrenzende gemeenten.

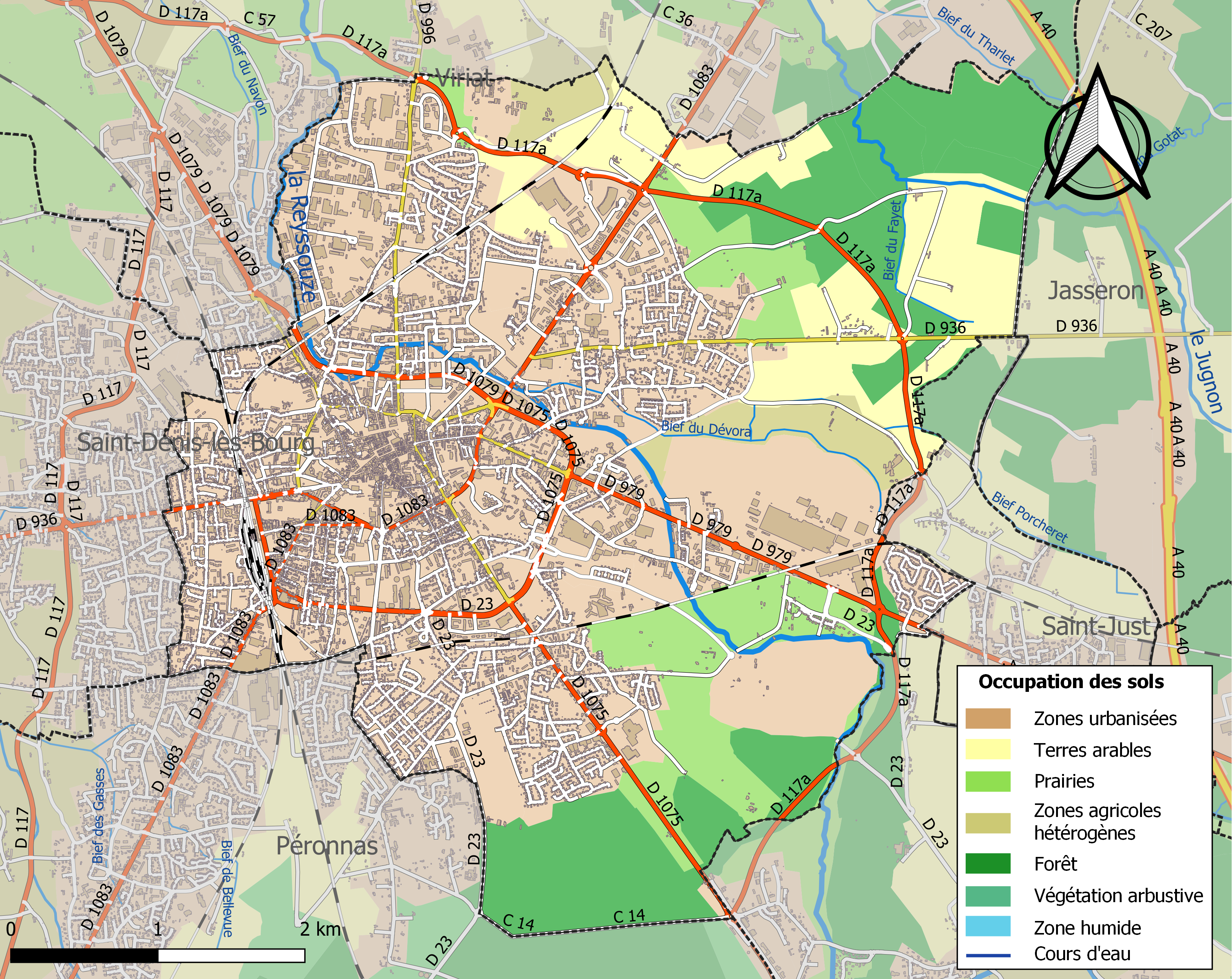

## Geschiedenis
Er zijn in Bourg Romeinse ruïnes gevonden, maar over deze periode in de geschiedenis van de stad is verder niet veel bekend. Het lijkt erop dat er alleen een Gallo-Romeinse boerderij heeft gestaan. Waarschijnlijk is het aan de zuidoostkant van de stad gelegen Brou ouder dan Bourg zelf.
De eerste vermelding van de plaats in een document dateert van 1187. In 1250 kreeg Bourg stadsrechten. Aan het begin van de 15e eeuw werd de stad door de hertogen van Savoye gekozen tot hoofdstad van de Bresse. Margareta van Oostenrijk liet kort na 1500 het koninklijke klooster in Brou bouwen. In 1535 werd Bourg ingenomen door Frankrijk, maar werd heroverd door hertog Philibert Emmanuel, die er versterkingen liet bouwen. Daardoor kon de stad het zes maanden durende beleg van de troepen van Hendrik IV weerstaan. In 1601 kwam de stad samen met de Bresse bij Frankrijk; de citadel werd in 1611 ontmanteld. In de 18e eeuw werden in stad en omgeving verharde wegen aangelegd en moerassen drooggelegd. Dit maakte een stadsuitbreiding mogelijk. In 1782 werd het Hôtel-Dieu gebouwd, dat tot 1984 het stadsziekenhuis herbergde. Het gebouw is tegenwoordig deels een apothekersmuseum. In de 19e eeuw werden de stadsomwallingen ontmanteld en grotendeels gesloopt. Tijdens de Eerste Wereldoorlog baatten Marie Long en haar echtgenoot in de stad een medisch centrum voor de Franse soldaten uit. Na de Tweede Wereldoorlog kreeg de stad de reputatie overwegend politiek links georiënteerd te zijn.

## Demografie
Onderstaande figuur toont het verloop van het inwonertal (bron: INSEE-tellingen).
Vanwege een beveiligingsprobleem met de MediaWiki Graph-software is het momenteel niet mogelijk deze grafiek weer te geven. Zodra de software is bijgewerkt zal de grafiek vanzelf weer zichtbaar worden.

## Economie
Bourg is op economisch gebied bekend vanwege de auto-industrie (o.a. een vrachtautofabriek van Renault) en de (groot)handel in auto's , de productie van metaaldraad en metalen kabels, de meubelmakerij en de veemarkten (pluimvee, zie: Bresse (kip)). In 2006 werd nabij Bourg-en-Bresse dan ook het eerste Franse geval van vogelgriep (H5N1) geconstateerd. In de dienstensector valt te vermelden, dat de stad talrijke kantoren van regionale bestuursinstellingen en een gevangenis heeft. Twee van de universiteiten van de stad Lyon hebben één of meer van hun faculteiten in het verleden verplaatst naar Bourg, zodat het zich een universiteitsstad mag noemen.

## Bezienswaardigheden

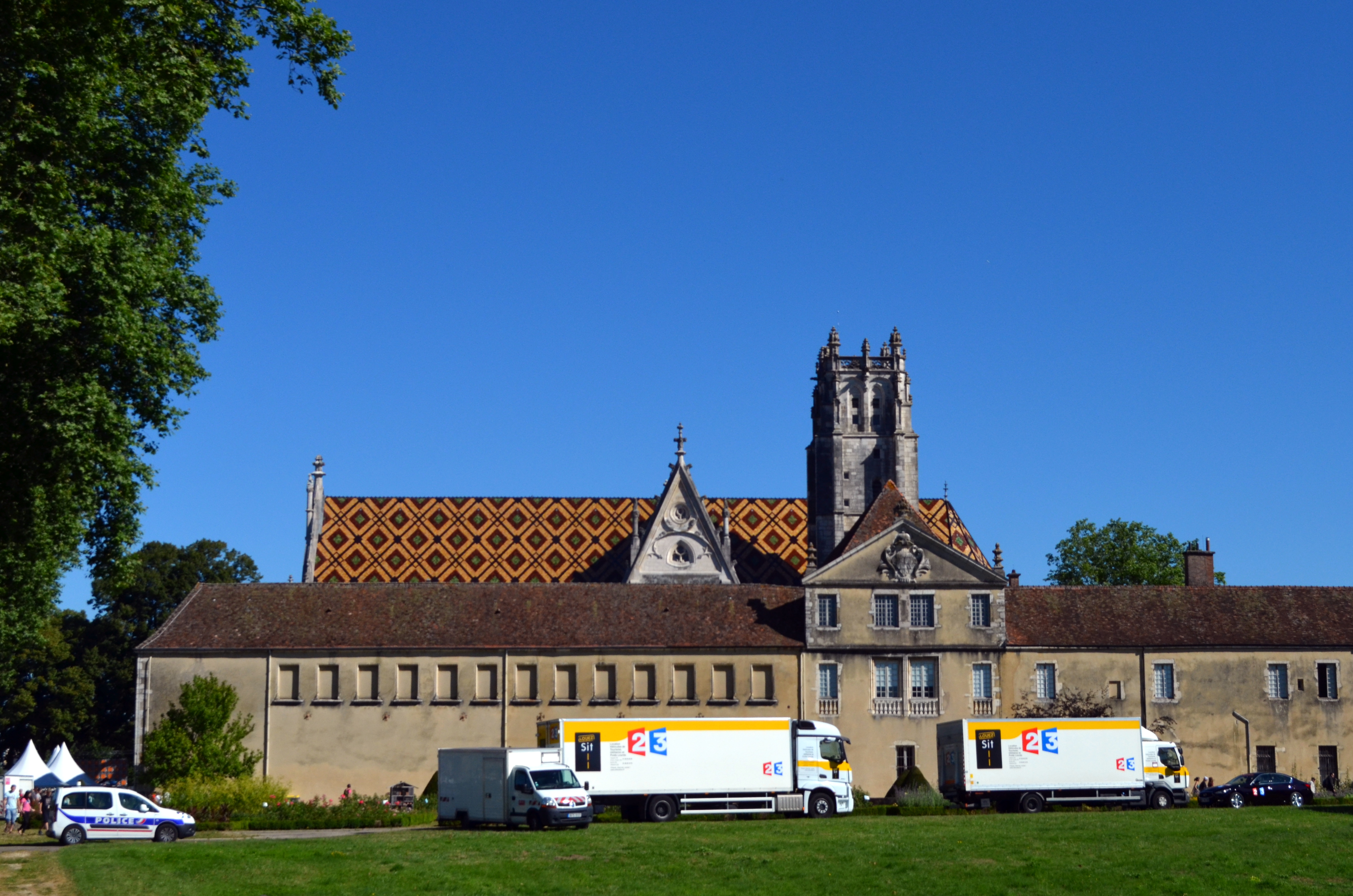
Koninklijk klooster van Brou

### Brou
De belangrijkste bezienswaardigheid van Bourg is gelegen in de buitenwijk Brou, ten zuidoosten van het centrum.
Hier ligt het voormalig Koninklijk klooster van Brou met de Nicolaas van Tolentijnkerk uit de 16e eeuw, die vele kunstwerken bevat.
Margaretha van Bourbon, de vrouw van hertog Filips II van Savoye, had in 1480 bij de genezing van haar man na een jachtongeluk beloofd de eenvoudige priorij van Brou om te vormen tot een klooster. Ze overleed echter voordat ze haar belofte kon inlossen. De kerk werd daarna, tussen 1513 en 1532, gebouwd in opdracht van haar schoondochter Margaretha van Oostenrijk. Ze deed dit om haar schoonmoeders belofte in te lossen, maar ook ter herinnering aan haar eigen man Filibert de Schone, die in 1504 op 24-jarige leeftijd was overleden na het drinken van ijskoud water na een jachtpartij. De kerk heeft een renaissancefaçade. Het interieur bevat de rijk geornamenteerde graftombes van Margaretha van Bourbon, Filibert de Schone en Margaretha van Oostenrijk. Daarnaast bevindt er zich een koorgestoelte uit 1530, een versierd doksaal en een gebeeldhouwd retabel met de Zeven Vreugden van Maria uit de 16e eeuw.
Op het plein voor de kerk bevindt zich een analemmatische zonnewijzer, de oudst bekende van dit soort zonnewijzers.
In één der vleugels van het kloostercomplex bevindt zich het stedelijke museum (Musée municipal de Bourg-en-Bresse), dat een rijke schilderijencollectie bezit. Onder de oude meesters o.a. werken van Bernard van Orley en een schilderij van Melchior d'Hondecoeter. Uit de 19e eeuw o.a. werk van Gustave Doré en Jean-François Millet. Modernere kunst is ook aanwezig, o.a. van de hand van Pierre Soulages.

### Monumenten en musea in de stad
- In het centrum van de stad bevinden zich enkele oude huizen, waaronder twee vakwerkhuizen uit de 15e eeuw (Maison Gorrevod en Demeure Hugon) en het statige hôtel de Bohan (18e- 19e eeuw), kantoor van de burgemeester.
- De kerk Notre-Dame dateert uit de 15e en 16e eeuw en heeft een renaissanceportaal. Het schip en de apsis zijn gotisch. Het interieur bevat een zwarte Madonna uit de 13e eeuw en koorgestoelte uit de 16e eeuw.
- De Porte des Jacobins.
- Het hospitaal Hôtel-Dieu dateert uit de 18e eeuw en heeft een oude apotheek over drie zalen die in gebruik was tot 1963.[2]
- De co-kathedraal Notre-Dame-Annonciation (17e eeuw)  heeft een klokkentoren van 70 meter hoog. Deze plaats was al in de 13e eeuw een Mariaoord. Hiervan getuigt een retabel met een houten, zwarte Maria.

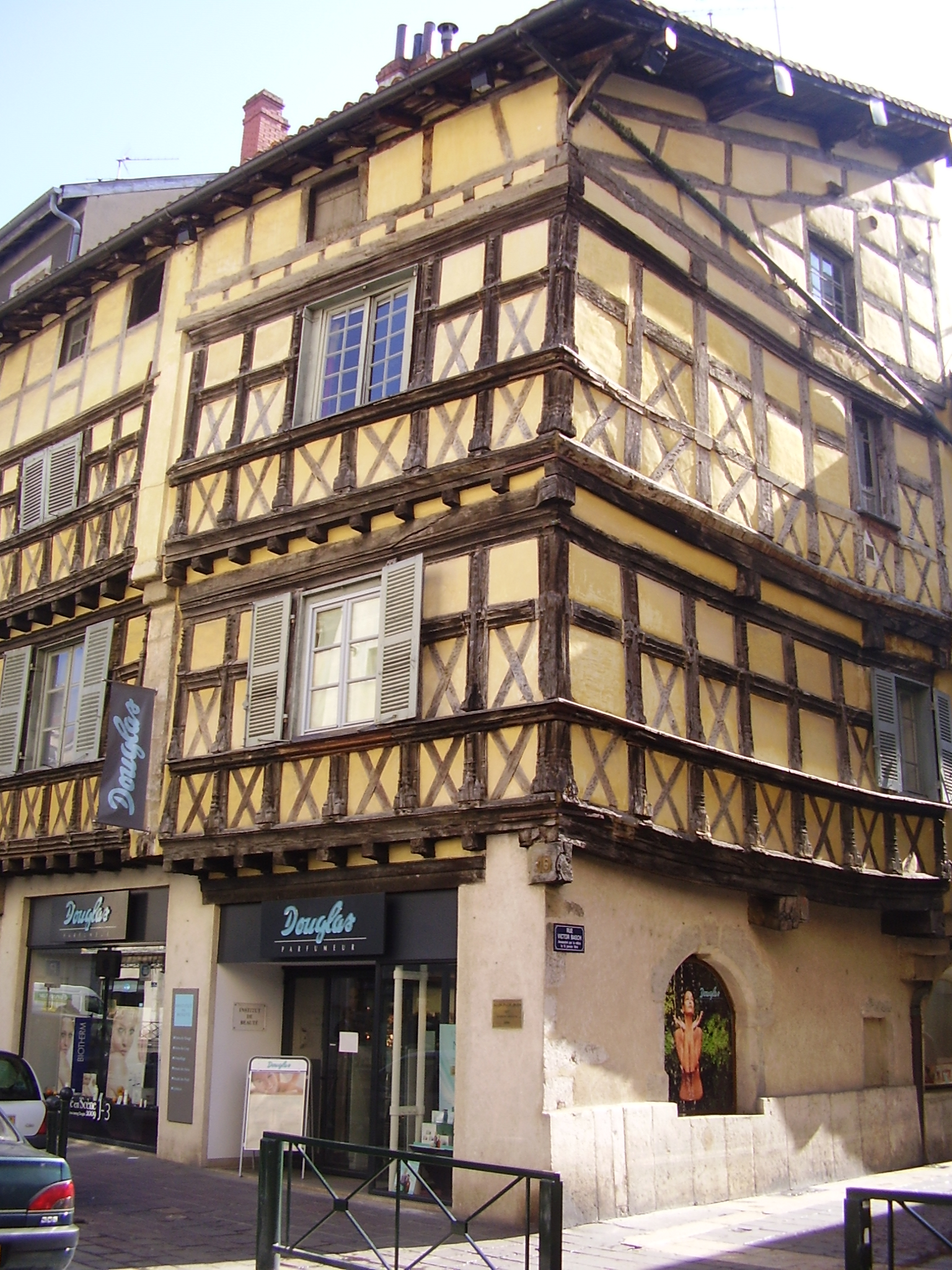
Demeure Hugon of Maison de bois (1496), Rue Gambetta
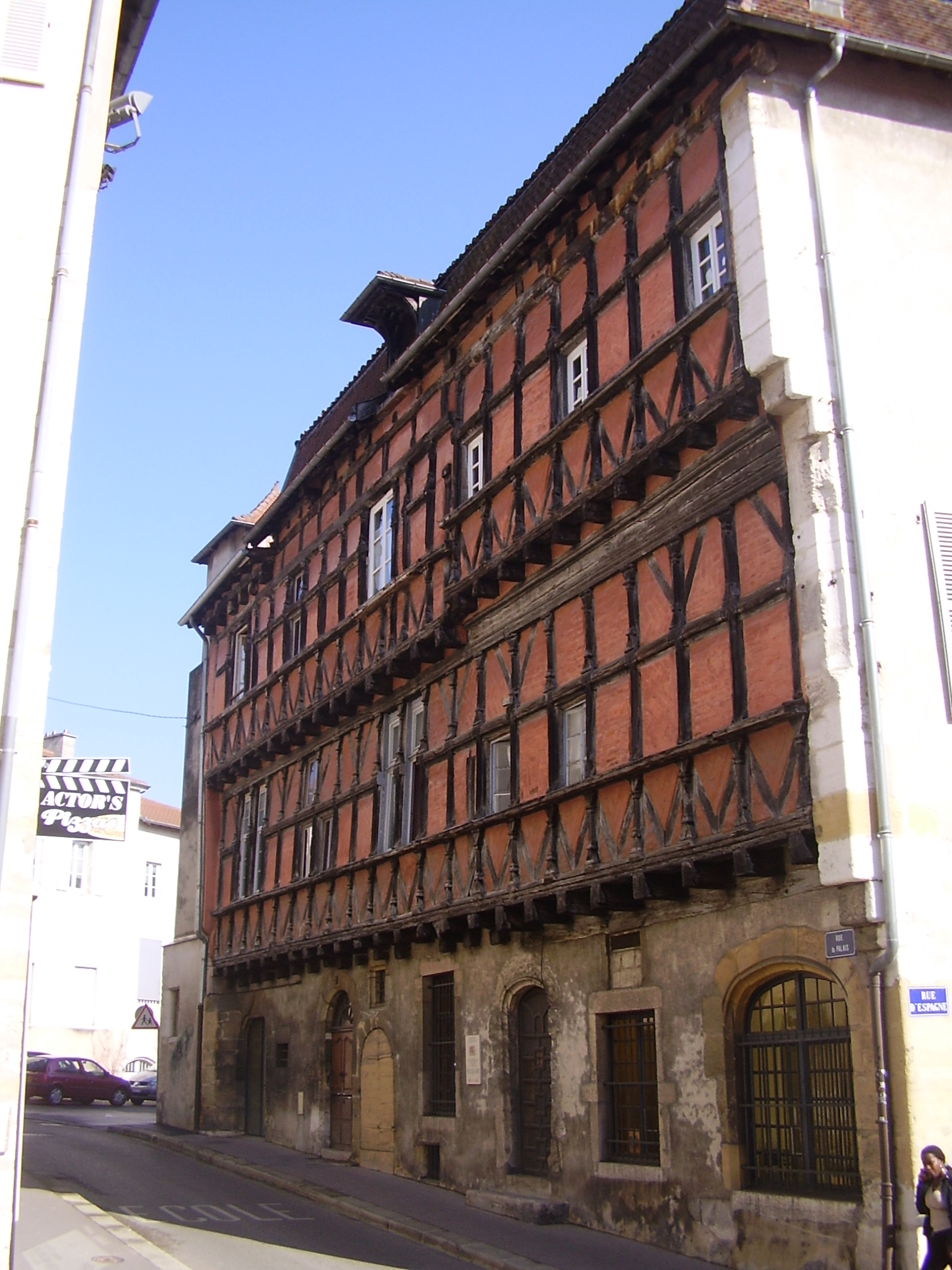
Maison Gorrevod (1425)
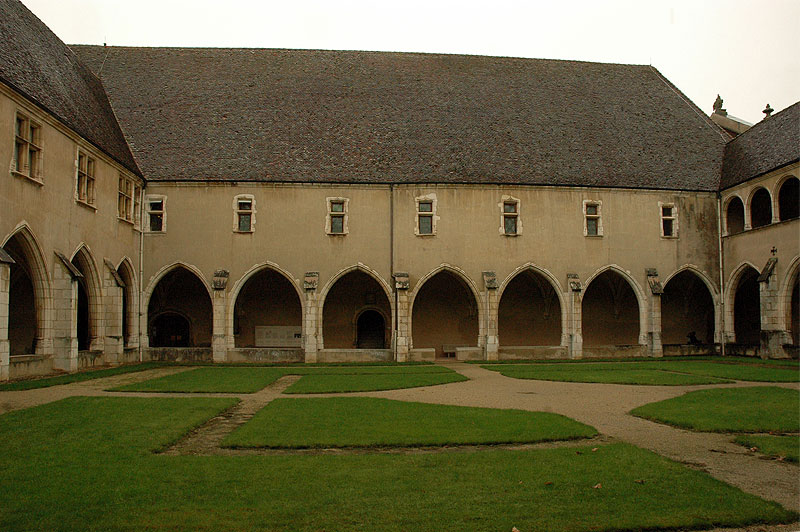
Gemeentelijk museum
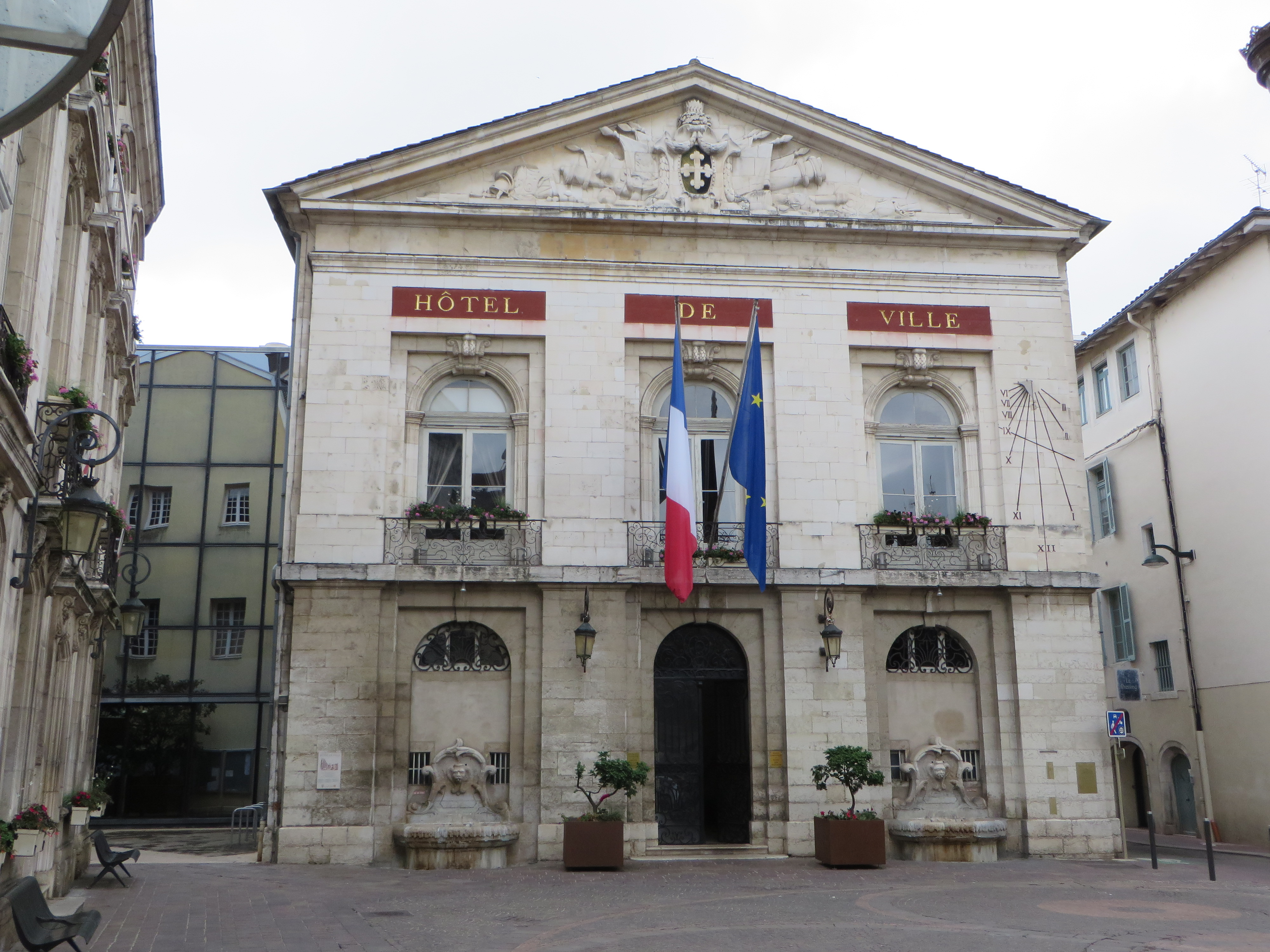
Stadhuis
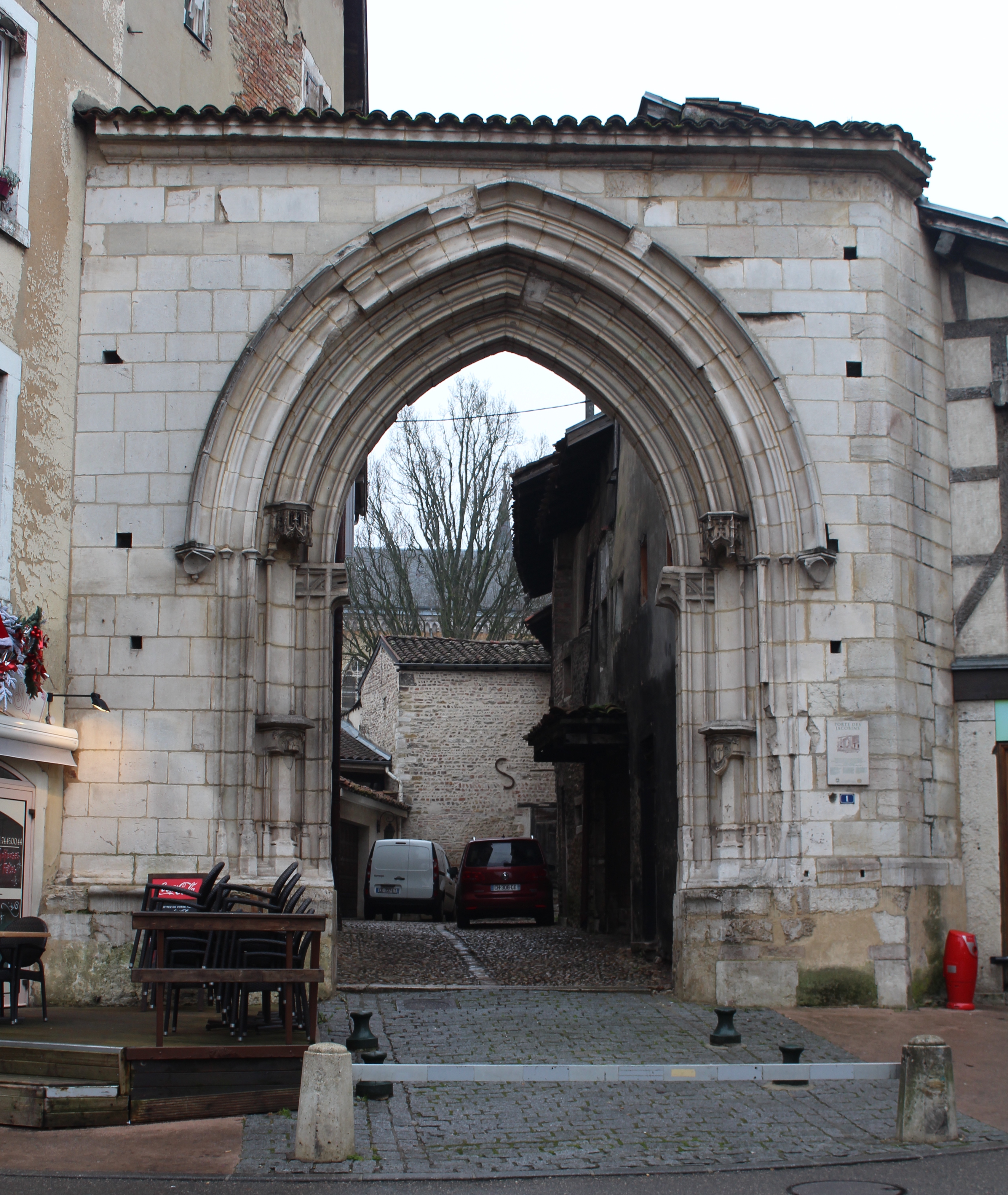
Porte des Jacobins
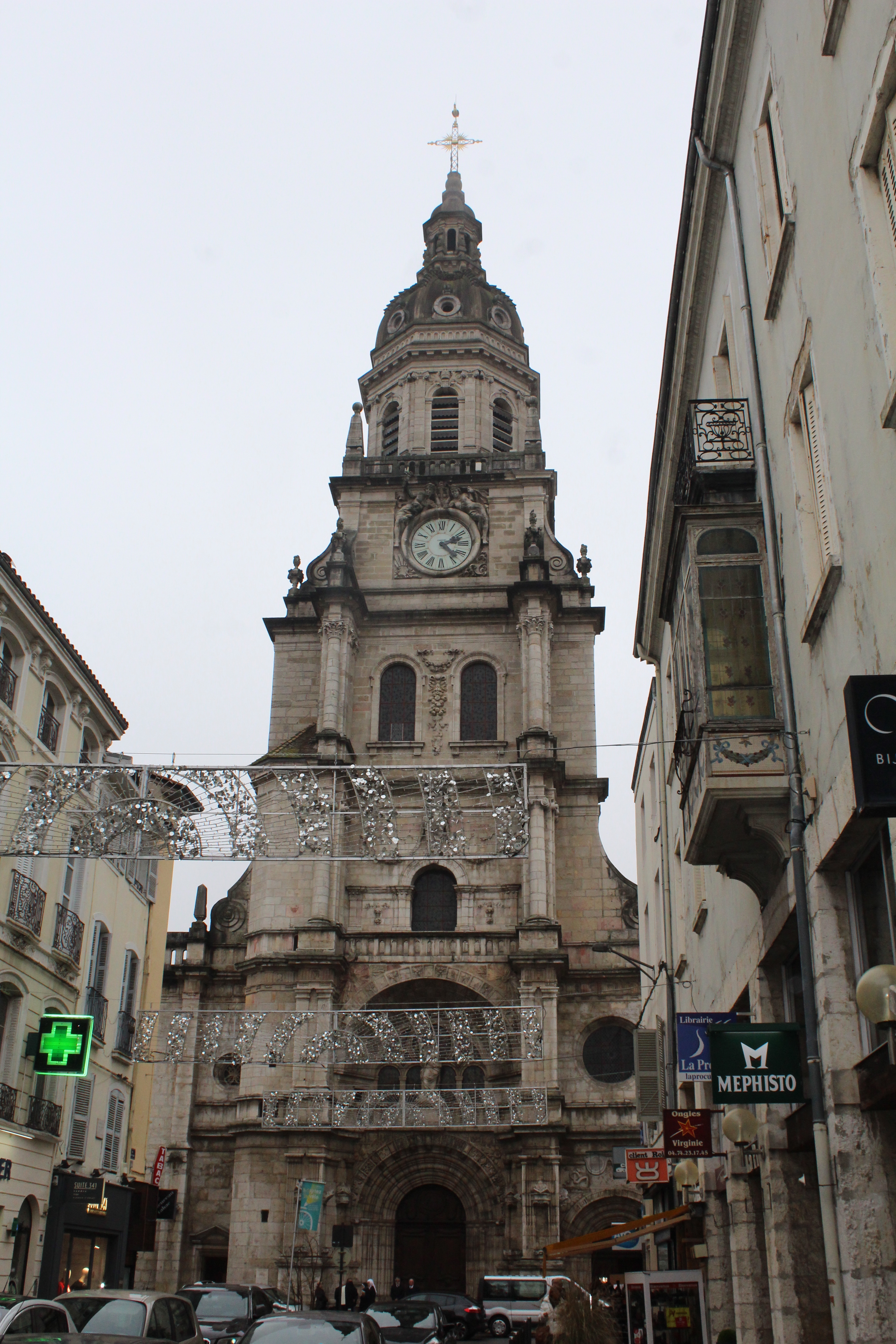
Co-kathedraal Notre-Dame Annonciation

## Sport
Bourg-en-Bresse is zeven keer etappeplaats geweest in de wielerkoers Ronde van Frankrijk. De Noor Thor Hushovd, Belg Tom Boonen en Deen Kasper Asgreen waren er ritwinnaar. In 2025 finishte er voor het laatst een etappe.

## Stedenband
- Namen (België)

## Geboren
- Benoît Gonon (1580-1656), celestijn en auteur
- Claude Gaspard Bachet de Méziriac, (1581-1638), wiskundige en dichter
- Jérôme Lalande (1732-1807), wiskundige
- Émilien Cabuchet (1819-1902; ook te Bourg-en-Bresse overleden) beeldhouwer van kerkelijke kunst, zie ook: Johannes Maria Vianney
- Marie-Joseph Lagrange, (1855-1938), Bijbeluitlegger
- Daniel Morelon (1944), baanwielrenner
- Pascal Garibian (1961), voetbalscheidsrechter
- Luc Jacquet (1967), maker van documentaires over o.a. dieren, in 2005 Oscarwinnaar
- Gilles Bouvard (1969), wielrenner
- Julien Benneteau (1981), tennisser
- François Clerc (1983), voetballer
- Pierre-Luc Périchon (1987), wielrenner
- Yoann Andreu (1989), voetballer

## Overleden
- Joseph Vacher (1869-1898), seriemoordenaar